# Кобиле
Кобиле (словен. Kobile) — поселення в общині Кршко, Споднєпосавський регіон, Словенія. Висота над рівнем моря: 315,9 м.